# I trafficanti della notte
I trafficanti della notte (Night and the City) è un film del 1950 diretto da Jules Dassin.

## Trama
Henry Fabian, un individuo che svolge una serie di losche attività nell'ambiente dei ritrovi notturni londinesi, ha per amica una cantante, una brava ragazza che è innamoratissima di lui e che lui sfrutta indegnamente prendendole tutto il denaro che lei guadagna col suo lavoro. Deciso a far la guerra ad un potente rivale che ha il monopolio degli incontri di lotta e delle relative scommesse, Fabian allestisce una palestra e ingaggia un vecchio campione di lotta greco-romana. L'impresa però non va come sperato e Fabian si ritrova nei guai fino al collo.

## Produzione
Il produttore Darryl F. Zanuck della Fox, credendo che la carriera di Dassin sarebbe stata rovinata a causa del Maccartismo, lo mandò a Londra, assegnandogli l'incarico di dirigere il film e consigliando al regista di girare prima tutte le scene più costose, in modo che poi la casa produttrice fosse costretta a fargli terminare il film.

## Sequel
Il film ha avuto un remake ne 1992 con La notte e la città con Robert De Niro e Jessica Lange.